# Pflaums Posthotel
Pflaums Posthotel in der Nürnberger Straße 8–16 in Pegnitz war ein international bekanntes Hotel, das sich elf Generationen lang im Besitz der Familie Pflaum befand.

## Geschichte
Das Hotel wurde 1707 als „Gasthof Schwarzer Adler“ von Johann Pflaum gegründet (neu aufgebaut). Damals standen den Gästen fünf Zimmer zur Übernachtung zur Verfügung. Im Laufe der Zeit entwickelte sich das Haus, das von der Nähe zu Bayreuth profitierte, zum Fünf-Sterne-Superior-Hotel mit zwei Restaurants und 45 Boutique Art
Zimmern (Laura Ashley und Missoni) und Europas ersten Designer-Suiten (Architekt Dirk Obliers, Rosenthal, wurde mehrfach ausgezeichnet). Zu den Gästen des Hauses gehörten Michail Gorbatschow, John Travolta, Andy Warhol und Kardinal Joseph Ratzinger, ferner James Levine, zu dessen Ehren extra eine Suite im Stil der Carnegie Hall eingerichtet wurde, als er in Pegnitz den Vertrag als Generalmusikdirektor der Münchner Philharmoniker unterzeichnete, Tenor Plácido Domingo, Roberto Blanco, Walter Scheel, Konsalik, Birgit Nilsson, Franz Josef Strauß, Hans-Dietrich Genscher, Helmut Schmidt, Leonard Bernstein und andere. Michael Jackson, der anlässlich seines Konzerts im Bayreuther Hans-Walter-Wild-Stadion 1992 dort logierte und seinen 34. Geburtstag feierte, hatte das gesamte Hotel mit seinen 25 Suiten gemietet.
Pflaums Posthotel war das weltweit erste Hotel gewesen, das seinen Prospekt auf CD-ROM anbot, und hatte als erstes Hotel in Deutschland eine „Internet-Bar zum Säbel Napoleons“, Gourmet-Opern und andere Veranstaltungen wurden angeboten; Herbert Rosendorfer schrieb eine Oper, die im Schwimmbad des Hotels aufgeführt wurde. Auf der Designmesse und Internationalen Hotel und Restaurant Ausstellung in New York City Jacob K. Javits Convention Center und im Waldorf Astoria New York wurde Pflaums Posthotel mit zwei Goldmedaillen für die schönsten Suiten „Venus in Blau“ und „Parsifal“ ausgezeichnet. Die Kreationen stammten von dem ehemaligen Rosenthal-Designer Dirk Obliers. Im Jahr 2000 gehörte Andreas Pflaum zu den Gründern der Deutschen Akademie für Kulinaristik und des Kulinaristik Forums Rhein-Pfalz 2002 wurde Andreas Pflaum, der damals zusammen mit seinem Bruder Hermann das Hotel betrieb, das Bundesverdienstkreuz am Bande verliehen.
Im Jahr 2007 wurde PPP Opfer der Banken- und Wirtschaftskrise. Mit der Insolvenz der SchmidtBank verlor Pflaum seine Bankbeteiligung und Finanzierung. Genussscheine sollten den Verlust kompensieren bzw. die Zukunft sichern. Das Hotel ging in den temporären Besitz des ukrainischen Investors Jurij Salnikow über.  Nach den Vorstellungen der Parteien sollte PPP nach Übernahme auch von den bisherigen Gesellschaftern der KG und der OHG Andreas und Hermann Pflaum geführt werden. Die bereits bestehenden Arbeitsverträge sollten zu den jetzigen Konditionen, jedoch auf Lebenszeit weiterlaufen. Andreas Pflaum, der 1997 noch als Hotelier des Jahres ausgezeichnet worden war, schied bald aus der Geschäftsleitung aus, Salnikows Liechtensteiner Unternehmen „Staros Anstalt“ ging 2008 ebenfalls bankrott und Pflaums Posthotel gelangte in den Besitz der Briefkastenfirma Recors Ltd. auf den British Virgin Islands.
Im Dezember 2010 kamen Diskussionen über einen Verkauf des Hotels an Winfried Stöcker, den Gründer der Euroimmun AG, auf. Anfang Februar 2012 wurde der Mittelteil des Hotelkomplexes abgerissen.
Anfang des Jahres 2017 wurde der Komplex von Jurij Salnikow an die Firma HD Bau, Dieter Hofmann, verkauft. Dieser plant in Richtung Wohnbebauung.